# Alojzy Sobierajczyk
Alojzy Sobierajczyk (ur. 7 kwietnia 1870 w Złotowie, zm. 28 kwietnia 1934 w Chojnicach) – polski samorządowiec, działacz społeczny, doktor medycyny, delegat na Polski Sejm Dzielnicowy w Poznaniu w 1918 roku, pierwszy burmistrz Chojnic w II RP (1920–1934). 

## Życiorys
Urodził się w polskiej rodzinie stolarza Antoniego i Pauliny z Ograbiszewskich. Ukończył gimnazjum w Wałczu, następnie studiował medycynę na uniwersytecie w Berlinie, gdzie uzyskał dyplom doktora medycyny i podjął pierwszą pracę jako lekarz w robotniczym Moabicie. W trakcie studiów działał w organizacjach polonijnych, akademickich i robotniczych, był prezesem Towarzystwa Naukowego Studentów Polaków w Berlinie. W 1906 roku powrócił do rodzinnego miasta, gdzie założył polską spółdzielnię „Rolnik”, a we wsiach złotowszczyzny kilka kółek rolniczych. Przed I wojną światową przeniósł się do Wrocławia, skąd w 1914 r. został powołany do służby frontowej. W listopadzie 1918 był wśród działaczy społecznych, którzy stanęli na czele Powiatowej Rady Ludowej w Złotowie, z której ramienia został delegowany na Polski Sejm Dzielnicowy w Poznaniu.
31 stycznia 1920 został powołany przez Ministerstwo byłej Dzielnicy Pruskiej na stanowisko komisarycznego burmistrza Chojnic. W tym samym dniu Alojzy Sobierajczyk wraz ze starostą Stanisławem Sikorskim witał na Rynku wkraczający do miasta oddział Wojska Polskiego pod dowództwem płk. Stanisława Wrzalińskiego. W pierwszych latach sprawowania urzędu dprowadził do repolonizacji władz i instytucji publicznych w Chojnicach, które były silnie zgermanizowane w czasach zaborów. W 1922 roku został wybrany przez Radę Miasta na urząd Burmistrza Chojnic na dwunastoletnią kadencję. Przyczynił się do prawidłowego funkcjonowania administracji i gospodarki komunalnej, przykładał dużą wagę do ochrony socjalnej najuboższych i bezrobotnych mieszkańców miasta. Za jego przyczyną w 1929 powstał pierwszy w Chojnicach ogród działkowy, w 1931 patronował budowie Stadionu Miejskiego. Wspierał rozwój oświaty i turystyki, stałym mecenatem otaczał kulturę. Należał do inicjatorów powstania Koła Miast Pomorskich w Grudziądzu oraz Banku Komunalnego w Poznaniu. 
W styczniu 1934, gdy dobiegła końca jego kadencja na stanowisku Burmistrza Chojnic, przeszedł na emeryturę. Zmarł 28 kwietnia 1934 roku w Chojnicach, gdzie został pochowany na Cmentarzu Parafialnym. 

## Ordery i odznaczenia
- Złoty Krzyż Zasługi (9 listopada 1932)[4]